# Leonardo Natale
Leonardo Natale (né le 25 octobre 1958 à Saronno, dans la province de Varèse, en Lombardie) est un coureur cycliste italien. 

## Biographie
Professionnel de 1978 à 1985, Leonardo Natale s'est notamment classé dixième du Tour d'Italie en 1980 et troisième du Tour de Suisse en 1981.

## Palmarès

### Palmarès amateur
- 1976
  - Trofeo Emilio Paganessi
- 1977
  - 2e du Gran Premio Industria e Commercio Artigianato Carnaghese
  - 2e de la Coppa d'Inverno

### Palmarès professionnel
- 1980
  - 10e du Tour d'Italie
- 1981
  - 3e du Tour de Suisse

## Résultats sur les grands tours

### Tour d'Italie
6 participations
- 1979 : 16e, prix Cima Coppi
- 1980 : 10e
- 1981 : 13e
- 1982 : 13e
- 1983 : 31e
- 1984 : 32e

### Tour d'Espagne
2 participations
- 1983 : 18e
- 1984 : 29e